# Chlorodrepana sellata
Chlorodrepana sellata es una especie de polilla de la familia Geometridae. La especie fue descrita por primera vez por Max Gaede habiendo sido descrita en 1917, con distribución en Camerún. El holotipo de la especie fue descrita en los alrededores de la selva de la cordillera de Camerún, a poca distancia de Bamenda.

## Descripción
C. sellata se diferencia de las otras especies del género en que tiene una mancha dorsal oscura más fuerte en el abdomen, una línea terminal más oscura en las alas superiores y una parte trasera en las alas menos empolvadas en la parte inferior.